# Scooby-Doo és a vámpír legendája
A Scooby-Doo és a vámpír legendája (eredeti cím: Scooby-Doo! and the Legend of the Vampire) 2003-ban bemutatott amerikai televíziós rajzfilm, amelynek a rendezője Scott Jeralds, a producerei Margaret M. Dean és Kathryn Page, az írója Mark Turosz, a zeneszerzői Rich Dickerson. A film a Warner Bros. Family Entertainment és a Warner Bros. Animation gyártásában készült, a Warner Bros. Pictures forgalmazásában jelent meg. Műfaját tekintve filmvígjáték.
Amerikában 2003. március 4-én mutatták be a DVD-n, Magyarországon pedig 2003. május 20-án jelent meg, szintén DVD-n.

## Cselekmény
A Rejtély Rt. a filmben épp vakációzik az ausztrál tengerparton, amikor felkelti a figyelmüket egy zenei fesztivál, amit a Vámpír Sziklánál tartanak. A fesztivállal ugyanis nincs minden rendben: a fellépőket ugyanis elrabolja Yowie Yahoo, az ausztrál szörny, aki mindegyiküket átváltoztatja vámpírrá. A csapat megkezdi nyomozását, hogy rájöjjenek a szörny titkára.

## Szereplők
| Szereplő          | Eredeti hang             | Magyar hang       |
| ----------------- | ------------------------ | ----------------- |
| Scooby-Doo        | Frank Welker             | Melis Gábor       |
| Fred Jones        | Frank Welker             | Bódy Gergely      |
| Bozont Rogers     | Casey Kasem              | Fekete Zoltán     |
| Diána Blake       | Heather North            | Hámori Eszter     |
| Vilma Dinkley     | Nicole Jaffe             | Madarász Éva      |
| Daniel Illiwara   | Phil LaMarr              | Barát Attila      |
| Király            | Phil LaMarr              | Markovics Tamás   |
| Jasper Ridgeway   | Jeff Bennett             | Várkonyi András   |
| Jack              | Jeff Bennett             | Seszták Szabolcs  |
| Malcolm Illiwara  | Kevin Michael Richardson | Versényi László   |
| Luna              | Kimberly Brooks          | ?                 |
| Dusk              | Jane Wiedlin             | Kiss Virág        |
| Thorn             | Jennifer Hale            | ?                 |
| Királynő          | Jennifer Hale            | Láng Balázs       |
| Russell / Koponya | Michael Neill            | Bartucz Attila    |
| Harry / Szélvihar | Tom Kenny                | Karácsonyi Zoltán |
| Barry / Villámlás | Tom Kenny                | Elek Ferenc       |